# 牡蒿
牡蒿（学名：Artemisia japonica）为菊科蒿属的植物。

## 形态
多年生草本，茎直立；叶子互生，茎中部以下的叶子呈楔形，先端作羽状三裂，中部以上的叶子呈线形；头状花序卵形，直径1—2毫米，排列成圆锥花序，秋季开花。

## 分布
分布于、印度、菲律宾、泰国、尼泊尔、老挝、不丹、阿富汗、缅甸、锡金、越南、日本、俄罗斯、台湾岛以及中国大陆的福建、辽宁、河北、四川、甘肃、湖南、湖北、江苏、陕西、西藏、江西、山东、山西、广东、广西、浙江、云南、安徽、河南、贵州等地，生长于海拔450米至3,300米的地区，多生在旷野、林中空地、半湿润、灌丛、丘陵、低海拔地区、疏林下、林缘、半干旱的环境里生长、湿润、山坡或路旁等，目前尚未由人工引种栽培。

## 别名
蔚（《诗经》）、牡菣（《尔雅》）、齐头蒿（唐《新修本草》）、水辣菜（《救荒本草》）、土柴胡（《陆川本草》）、油蒿、花等草（吉林）、布菜、铁菜子（河北、山东）、日本牡蒿（河北、陕西）、假柴胡、菊叶柴胡（广西）、流水蒿、香蒿、茼蒿（四川、云南）、鸡肉菜、脚板蒿（湖北、湖南）、青蒿、香青蒿（上海）、油艾（福建）、花艾草、六月雪（浙江）、熊掌草、白花蒿（江苏）、细艾（湖北）、匙叶艾（台湾）、胃痛灵（瑶族土名）

## 延伸阅读
[在维基数据编辑]
 《植物名實圖考·牡蒿》，出自吳其濬《植物名實圖考》

## 外部連結
- 牡蒿, Muhao （页面存档备份，存于） 藥用植物圖像數據庫 (香港浸會大學中醫藥學院) （繁體中文）（英文）